# Mistrzostwa Panamerykańskie w Judo 2008
33. Mistrzostwa panamerykańskie w judo odbywały się w dniach 8–9 maja 2008 roku w Miami. W tabeli medalowej tryumfowali judocy z Kuby.

## Klasyfikacja medalowa
| Miejsce | Państwo           |    |    |    | Razem |
| ------- | ----------------- | -- | -- | -- | ----- |
| 1       | Kuba              | 6  | 2  | 6  | 14    |
| 2       | Brazylia          | 5  | 6  | 2  | 13    |
| 3       | Wenezuela         | 2  | 2  | 3  | 7     |
| 4       | Stany Zjednoczone | 2  | 1  | 2  | 5     |
| 5       | Portoryko         | 2  | 0  | 2  | 4     |
| 6       | Kanada            | 1  | 1  | 6  | 8     |
| 7       | Argentyna         | 0  | 3  | 4  | 7     |
| 8       | Kolumbia          | 0  | 2  | 1  | 3     |
| 9       | Ekwador           | 0  | 1  | 2  | 3     |
| 10      | Dominikana        | 0  | 0  | 3  | 3     |
| 11      | Meksyk            | 0  | 0  | 2  | 2     |
| 12      | Nikaragua         | 0  | 0  | 1  | 1     |
| Razem   | Razem             | 18 | 18 | 34 | 70    |

## Medaliści

### Mężczyźni
| Konkurencja: | Złoto:             | Srebro:           | Brąz:                                |
| −55 kg       | Hiram Cruz         | Julien Paradis    | Martín Bustamante Jeffryd García     |
| −60 kg       | Javier Guédez      | Miguel Albarracín | Yosmani Piker Taraje Williams-Murray |
| −66 kg       | Yordanis Arencibia | Roberto Ibáñez    | Sasha Mehmedovic Juan Jacinto        |
| −73 kg       | Victor Penalber    | Ludwing Ortiz     | Ronald Girones Nick Tritton          |
| −81 kg       | Guilherme Luna     | Travis Stevens    | Óscar Cárdenas Richard León          |
| −90 kg       | Eduardo Santos     | Diego Rosati      | Jorge Benavides Alexandre Émond      |
| −100 kg      | Keith Morgan       | Eduardo Costa     | Leonardo Leite Oreidis Despaigne     |
| ponad 100 kg | Walter Santos      | Óscar Brayson     | Albenis Rosales José Vásquez         |
| Open         | Óscar Brayson      | Walter Santos     | Pablo Figueroa Daniel McCormick      |

### Kobiety
| Konkurencja: | Złoto:           | Srebro:           | Brąz:                               |
| −44 kg       | Taylor Ibera     | Shirley Guerrero  | ----                                |
| −48 kg       | Yanet Bermoy     | Daniela Polzin    | Paula Pareto Glenda Miranda         |
| −52 kg       | Flor Velázquez   | Érika Miranda     | María García Aminata Sall           |
| −57 kg       | Valerie Gotay    | Yadinis Amaris    | Yurisleidys Lupetey Ketleyn Quadros |
| −63 kg       | Driulis González | Danielli Yuri     | Ysis Barreto Daniela Krukower       |
| −70 kg       | Mayra Aguiar     | Yalennis Castillo | Yuri Alvear Catherine Roberge       |
| −78 kg       | Yurisel Laborde  | Edinanci da Silva | Lorena Briceño Marylise Lévesque    |
| ponad 78 kg  | Idalys Ortíz     | Giovanna Blanco   | Vanessa Zambotti Melissa Mojica     |
| Open         | Melissa Mojica   | Priscila Marques  | Carmen Chalá Mavi Mendoza           |